# Asociación de Críticos de Cine de Dallas-Fort Worth
La Asociación de Críticos de Cine de Dallas/Fort Worth —en inglés: Dallas-Fort Worth Film Critics Association (DFWFCA)— es una organización conformada por 35 periodistas pertenecientes a algún medio informativo con asiento en Dallas-Fort Worth metroplex —prensa escrita, radio, televisión e internet. En diciembre de cada año, sus asociados realizan una votación con el fin de entregar el denominado Dallas-Fort Worth Film Critics Association Award o DFWFCA Award, que está destinado a premiar a las mejores películas estrenadas durante el último año calendario.
Las categorías que considera el galardón son las siguientes: «Mejor película», «Mejor actor», «Mejor actriz», «Mejor fotografía», «Mejor director», «Mejor película documental», «Mejor película extranjera», «Mejor guion» —desde 2005—, «Mejor banda sonora» (desde 2010), «Mejor actor de reparto», «Mejor actriz de reparto» y el «Premio Russell Smith».

## Palmarés a la Mejor película

### Década de 1990
| Año  | Ganador               | Director(a)      |
| ---- | --------------------- | ---------------- |
| 1993 | La lista de Schindler | Steven Spielberg |
| 1995 | Leaving Las Vegas     | Mike Figgis      |
| 1997 | L.A. Confidential     | Curtis Hanson    |
| 1998 | Saving Private Ryan   | Steven Spielberg |
| 1999 | American Beauty       | Sam Mendes       |

### Década de 2000
| Año  | Ganador                                     | Director(a)            |
| ---- | ------------------------------------------- | ---------------------- |
| 2000 | Traffic                                     | Steven Soderbergh      |
| 2001 | A Beautiful Mind                            | Ron Howard             |
| 2002 | Chicago                                     | Rob Marshall           |
| 2003 | El Señor de los Anillos: el retorno del Rey | Peter Jackson          |
| 2004 | Million Dollar Baby                         | Clint Eastwood         |
| 2005 | Brokeback Mountain                          | Ang Lee                |
| 2006 | United 93                                   | Paul Greengrass        |
| 2007 | No Country for Old Men                      | Ethan Coen y Joel Coen |
| 2008 | Slumdog Millionaire                         | Danny Boyle            |
| 2009 | Up in the Air                               | Jason Reitman          |

### Década de 2010
| Año  | Ganador            | Director(a)     |
| ---- | ------------------ | --------------- |
| 2010 | The social network | David Fincher   |
| 2011 | Los descendientes  | Alexander Payne |